# Hyalosema (Bulbophyllum)
Hyalosema es una sección del género Bulbophyllum perteneciente a la familia de las orquídeas.
Se caracterizan por tener pseudobulbos distintos con nuevos crecimientos que brotan desde el nodo basal y no de pseudobulbos fusionados, por lo general llevan una sola flor con brácteas florales tubulares, con un pedúnculo desde el nodo basal, sépalos libres o el lateral connado lo largo del margen inferior, que es igual o ligeramente más cortos que los medianos, obtuso caudado, márgenes enteros, glabros a papilosos a hirsutos y por lo general 5 veteado. Los pétalos son obtusos a caudados, núcleo caudado, la punta es a menudo espesa,   globular elipsoide-cilíndrica, apéndice, márgenes enteros, glabras, generalmente 3 veteado. El labio es móvil en un ligamento fino, indiviso,  márgenes enteros, glabras a papiloso a ciliado, cóncavo adaxialmente menudo cerca de la base y sin aristas, superficies glabras a partes hirsutas. Tiene 4 polinias. La especie tipo es: Bulbophyllum grandiflorum Blume 1847

## Especies
1. Bulbophyllum antenniferum [Lindley] Rchb. f. 1864 Java, Borneo, Nueva Guinea y Filipinas.
2. Bulbophyllum arfakianum Kraenzl. 1905 Papúa Nueva Guinea.
3. Bulbophyllum bandischii Garay, Hamer, Siegerist 1992 Nueva Guinea.
4. Bulbophyllum biantennatum Schltr. 1913 Papúa Nueva Guinea.
5. Bulbophyllum burfordiense Garay Hamer y Siegerist 1996 Papúa Nueva Guinea.
6. Bulbophyllum cominsii Rolfe 1898 Papúa y Nueva Guinea y las Islas Salomón.
7. Bulbophyllum dennisii JJ Madera 1983 Nueva Guinea y las Islas Salomón.
8. Bulbophyllum fraudulentum Garay, F.Hamer y E.Siegerist 1996 Papúa Nueva Guinea.
9. Bulbophyllum fritillariflorum JJSmith 1912 Sumatra, el Célebes, las Molucas y Nueva Guinea.
10. Bulbophyllum grandiflorum Blume 1847
11. Bulbophyllum leysianum Burb. 1894 Borneo
12. Bulbophyllum longisepalum Rolfe 1.895 sureste de Nueva Guinea.
13. Bulbophyllum micholitzii Rolfe 1901 Penninsular Malasia y Tailandia.
14. Bulbophyllum minahassae Schltr. 1911 Sulawesi
15. Bulbophyllum ornithorhynchum (JJSm.) Garay, Hamer y Siegerist 1992 Java.
16. Bulbophyllum platysepalum Garay ined.
17. Bulbophyllum saronae Garay 1999 Papúa Nueva Guinea.
18. Bulbophyllum schmidii Garay 1999 Irian Jaya.
19. Bulbophyllum singulare Schltr. 1913 Papúa Nueva Guinea.
20. Bulbophyllum trachyanthum Kraenzl. 1894 Papua Nueva Guinea, Islas Salomón, Fiji y Samoa.
21. Bulbophyllum tricanaliferum JJ Sm. 1913 Papúa Nueva Guinea.
22. Bulbophyllum unitubum JJ Sm. 1929 Indonesia, Papua Nueva Guinea y Borneo.